# Holly Knight
Holly Knight (New York, 1956 –) amerikai dalszerző, énekesnő és zenész.
Az 1980-as években a Spider és a Device nevű pop-rock együtteseknek volt tagja, mint billentyűs, gitáros és vokalista, emellett szerzője vagy társszerzője volt számos világhírű előadó dalának, mint az Aerosmith, Tina Turner, Pat Benatar, Bonnie Tyler.
2013-ban beiktatták őt a Songwriters Hall of Fame-be, tizenháromszor nyert ASCAP-díjat, Tina Tuner és Pat Benatar pedig az általa írt dalokkal nyertek Grammy-díjat. 1988-ban egy szólóalbumot is kiadott.
A New York-i születésű Knight háromszor volt házas, két fia van. Los Angeles-ben él.

## Diszkográfia

### Szóló stúdióalbum
- Holly Knight (1988)

### A Spider együttes tagjaként
- Spider (1980)
- Between the Lines (1981)

### A Device együttes tagjaként
- 22B3 (1986)